# Sveti Emigdije
Sveti Emigdije (latinski: Emidius, Æmedius, Emigdius, Hemigidius; talijanski: Sant'Emidio; Trier, oko 279. – Ascoli Piceno, oko 309. godine) bio je kršćanski biskup koji se štuje kao mučenik. Predaja kaže da je ubijen za vrijeme Dioklecijanova progona. Zaštitnik je protiv potresa.

## Legenda
Legenda kaže, da je bio poganin iz Triera koji je postao kršćanin. Otputovao je u Rim i izliječio paralitičnu kćer svog domaćina Gracijana, koji mu je dopustio da ostane s njim u svojoj kući na otoku Tiberu. Gracijanova se obitelj tada obratila na kršćanstvo.
Emigdije je također izliječio slijepca. Rimljani su ga vjerovali da je Apolonov sin i silom su ga odveli u Eskulapov hram na otoku, gdje je izliječio mnoge bolesne. Emigdije se, međutim, deklarirao kao kršćanin, srušio je poganske žrtvenike i razbio Eskulapov kip. Mnoge je također obratio na kršćanstvo; što je razbjesnilo prefekta grada.
Papa Marcel I. (ili papa Marcelin) proglasio ga je biskupom i poslao u Ascoli Piceno.
Na putu za Ascoli, Emigdije je izvršio više obraćenja i izveo čudo u kojem je učinio da voda poteče iz planine nakon što je udarila u liticu. Polimije, lokalni guverner, pokušao je uvjeriti Emigdija da štuje Jupitera i božicu Angariju, zaštitnicu Ascolija. Polimije mu je ponudio i ruku svoje kćeri Polisije. Umjesto toga, Emigdije ju je krstio kao kršćanku u vodama Tronta, zajedno s mnogim drugima.
Bijesan, Polimije mu je odrubio glavu na mjestu gdje se sada nalazi Crveni hram sv. Emigdija, kao i njegovim sljedbenicima Eupolu, Germanu i Valentinu. Prema legendi, Emigdije je ustao, odnio vlastitu glavu do mjesta na planini gdje je sagradio oratorij (mjesto današnjeg Sant'Emidio alla Grotte). Nakon Emigdijeva mučeništva, njegovi sljedbenici napali su Polimijevu palaču i srušili je.